# 广东军话
广东军话是中國广东的汉语變體之一，属官话方言，是軍話的分支。因主要由明代戍边军队带来，故名。明代由浙、闽及湖广等地调来“卫所”屯集的军队带来广东，经过几百年发展仍保持祖先所操的方言。
主要流行地域为陆丰市所辖的西南鎮青塘村、大安鎮坎石潭，海丰县公平镇、梅陇镇的部分地區，惠东縣平海镇所辖的洞上村、窑背村等。使用人数约1万。广东军话处于粤語、闽語、客語三大漢語變體的包围之中，受这些語言的目响，各地军话有差异，但总体特征仍然一致。
韵母中无撮口呼，读撮口呼的多与齐齿呼混，与客家话相似。聲调共5类，其中阴平、阳平、上聲、去聲与現代標準漢語相同，但保留入声。词语中吸收不少粵語、客家語、閩南語（學佬話），如餸（菜肴）、屋企（家）、大舌（结巴）、蜜婆（蝙蝠）、亲情（亲戚）等。但也有些词语与北方官话相同，如第三人称代词用“他”，否定词用“不”，远指代词用“那”，疑问代词用“什么”；动词方面用“看”不用“睇”，用“站”不用“企”，说“知道”而不说“知”。语法上也多受邻近方言影响，如表示动物性别的语素置于名词之后：狗公、鸡公、牛牯，“多”和“少”用做状语常置于动词之后等。

### 腳註
1. ↑  潘家懿. .   [2013-08-04]. （原始内容存档于2016-03-04）.

### 文獻
- 丘学强（2005），《军话研究》。社会科学出版社。